# Conn Findlay
Conn Findlay, właśc. Conrad Francis Findlay (ur. 24 kwietnia 1930 w Stockton, zm. 8 kwietnia 2021 w San Mateo) – amerykański wioślarz i żeglarz, czterokrotny medalista olimpijski.

## Kariera
Wystąpił na igrzyskach olimpijskich w Melbourne w 1956, gdzie Amerykanie w składzie: Arthur Ayrault, Conn Findlay i Kurt Seiffert (sternik) zdobyli złoty medal w dwójkach ze sternikiem. W finale o 3,1 sekundy wyprzedzili osadę Wspólnej Reprezentacji Niemiec, a o 4,9 sekundy osadę ZSRR. Na rozgrywanych cztery lata później igrzyskach olimpijskich w Rzymie z nowymi partnerami: Richardem Draegerem i Kentem Mitchellem (sternik) zajął w tej samej konkurencji trzecie miejsce. Kolejny medal zdobył na igrzyskach olimpijskich w Tokio w 1964, wspólnie z Edem Ferrym i Kentem Mitchellem zwyciężył w dwójkach ze sternikiem.
Zdobył również złoty medal w dwójce ze sternikiem na igrzyskach panamerykańskich w São Paulo w 1963.
Swój czwarty występ olimpijski zanotował na igrzyskach w igrzyskach w Montrealu w 1976, tym razem w żeglarstwie. Miał wówczas 46 lat, ale wspólnie z Dennisem Connerem wywalczył brązowy medal w klasie Tempest.
Ponadto w 1977 zwyciężył w Regatach o Puchar Ameryki.
Uzyskał dyplom MBA na Uniwersytecie Kalifornijskim w Berkeley. Pracował także jako trener wioślarstwa na Uniwersytecie Stanforda.